# كينيث وايتنغ
كينيث وايتنغ (بالإنجليزية: Kenneth Whiting)‏ هو رجل غواصة وضابط أمريكي، ولد في 22 يوليو 1881 في Stockbridge, Massachusetts ‏ في الولايات المتحدة، وتوفي في 24 أبريل 1943 في بيثيسدا في الولايات المتحدة.

## معرض صور

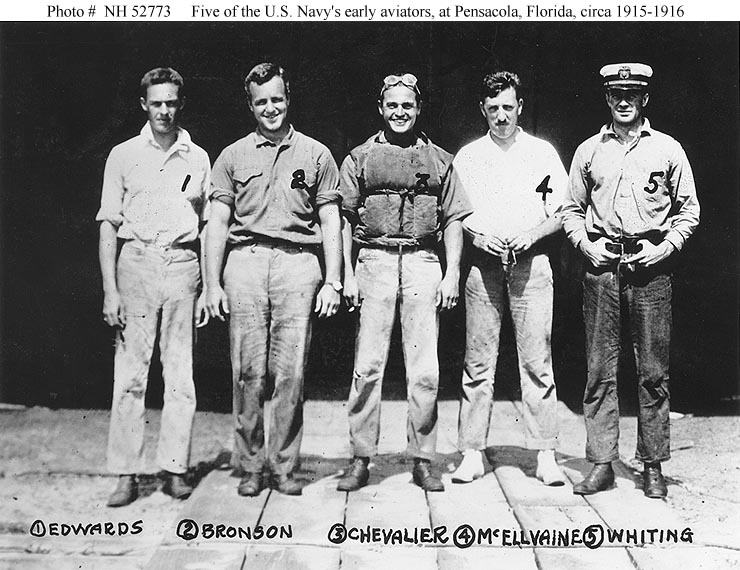
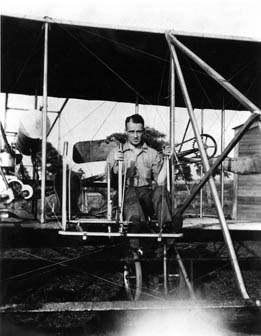
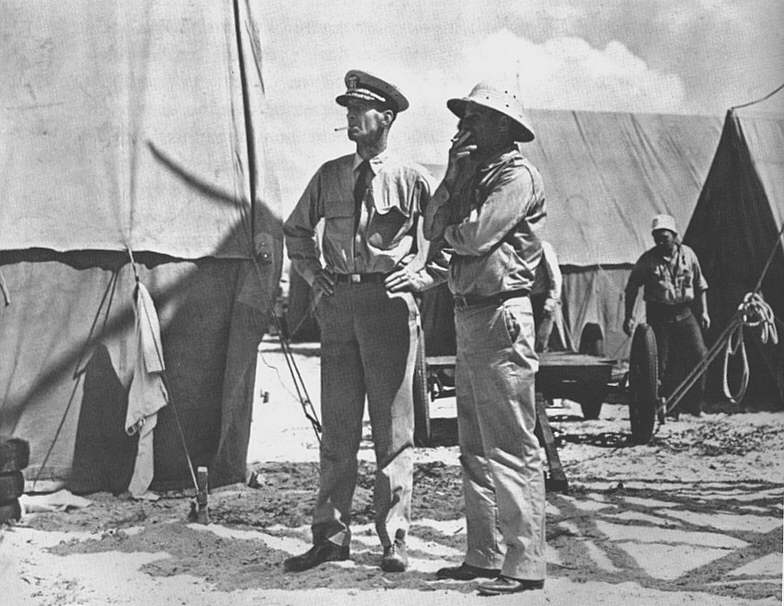